# На игле (роман)
«На игле» (англ. Trainspotting) — дебютный роман шотландского писателя Ирвина Уэлша. Впервые опубликован в 1993 году. Роман написан на английском и шотландском языках, с использованием большого количества сленга, жаргонизмов и обсценной лексики. Книга вызвала большой резонанс и стала бестселлером.
В 2002 году вышел роман «Порно», который является сиквелом, а в 2012 году выходит приквел «Мальчики на дозе» (Skagboys).

## Сюжет
Твоя первая книга навсегда останется твоей визитной карточкой.Ирвин Уэлш.
Сюжет произведения вращается вокруг обычной жизни молодых людей Эдинбурга, конкретнее его припортового района — Лейта. Большинство главных и второстепенных героев страдают от героиновой зависимости. Роман состоит из нескольких новелл с заголовками, иногда не соблюдающими в развитии действия временную очередность. Действие романа разворачивается в Эдинбурге, Лондоне и по дороге между ними.
Марк Рентон (Рентс) — главный герой от имени которого ведется основная часть повествования. Марк вегетерианец, но при этом не любит животных. Страдает героиновой зависимостью, от которой несколько раз пытается избавиться. Живёт с родителями, не работает, промышляет мелким воровством, за что один раз попадает на скамью подсудимых, но получает лишь условный срок (в отличие от настоящего срока Мерфи). Марк увлекается литературой, политикой и философией, ворует из магазинов книги из которых собирает у себя дома целую библиотеку. Он считает, что героин — это его сознательный выбор, который является альтернативой не менее безрадостному и бессмысленному существованию «нормальных» людей, и в своих размышлениях ставит под сомнение нормальность жизни среднего класса.
Саймон Уильямсон (Дохлый) — один из основных персонажей романа. Саймон обаятельный парень, который нередко этим пользуется. Страдает героиновой зависимостью, в начале книги из-за его (и его подружки) халатности умирает его дочь Доун. Нигде не работает, зарабатывает на жизнь разного рода аферами.

## Особенности повествования
Я не думал, что «На игле» когда-либо опубликуют. Это был крайне самолюбивый поступок — я писал книгу для самого себя.Ирвин Уэлш.
Роман содержит большое количество сцен насилия, герои постоянно принимают наркотики и совершают различные асоциальные поступки.
Большинство глав представляют собой поток мыслей и воспоминаний героя, ведущего в данный момент повествование. Так, например, речь Мерфи очень сбивчива, содержит много обращений и вопросов к предполагаемому слушателю; повествование Бегби содержит особенно много ненормативной лексики, выделяется агрессивной настроенностью к окружающим и всему происходящему; Саймон часто обращается в своих монологах к Шону Коннери и имитирует его ответные реплики; при передаче мыслей Рентона во время героиновой ломки автор целенаправленно местами не использует знаков препинания и пишет некоторые слова и фразы используя верхний регистр.
Особое место в романе занимает музыка. Герои часто упоминают различные группы, певцов и песни, выражают своё отношение к той или иной композиции, альбому, певцу — эта особенность характерна и для других произведений Уэлша, музыка всегда занимает в жизни героев важное место.

## Экранизация
- В 1996 году Дэнни Бойл экранизировал роман.